# Departamento General Alvear (Mendoza)
El departamento de General Alvear es un departamento de la provincia de Mendoza (Argentina), en la zona sur. Fue creado en 1914 por Francisco S. Álvarez, con cabecera en Colonia Alvear (actual Grl. Alvear). 
Su principal actividad económica es la agricultura. En los últimos años se ha desarrollado con éxito la ganadería. Se celebra anualmente la "Fiesta de la ganadería de las zonas áridas". En dicha fiesta se exponen y venden los animales que se están desarrollando en dicha zona. Limita al norte y al oeste con el Departamento de San Rafael, la Provincia de San Luis al este y Provincia de La Pampa al sur.
Se riegan 30 000 ha por las aguas del Río Atuel que cumple un papel preponderante en el desarrollo agrícola-ganadero del sur provincial.

## Historia
El departamento fue creado en 1914 por la Legisltura y el gobernador Francisco S. Álvarez, con cabecera en Colonia Alvear. Bautizado en honor al general Carlos María de Alvear, padre de Diego de Alvear, senador nacional por Capital Federal, quien poseyera propiedades en este territorio. La villa cabecera, Colonia Alvear (actual Grl. Alvear), fue declarada ciudad en 1953. Colonia Alvear fue designada cabecera del departamento en 1914 o en 1918.

## Geografía

### Clima
De clima templado semiárido con tendencia a fresco. Las precipitaciones medias anuales son de 329 mm; la velocidad media del viento es de 11 km/h y la frecuencia media anual de días de cielo claro con heliofania es de 166.
Cabe destacar la privilegiada y estratégica ubicación geográfica del Departamento en la intersección de las RN 188 y RN 143, que permiten acceder fácilmente a diferentes puntos del país alcanzando así mercados internacionales miembros de MERCOSUR, en especial Brasil.
- Característica ecológica: oasis de riego y secano
- Altitud: 465 m s. n. m.
- Clima: templado seco, de zona árida
- Temperatura media anual: 16,8 °C

En el 2007 fue creado el Distrito Alvear Oeste.

### Población
Según el censo nacional de 2010, la población ascendía a 46 429 habitantes. 
Para el censo 2022 el departamento registró 52 584 habitantes; lo que representó un aumento en la cantidad de personas del 13,3% menor que el crecimiento poblacional provinciala situado en 13,5%.

### Sismicidad
La sismicidad del área de Cuyo (centro oeste de Argentina) es frecuente y de intensidad baja, y un silencio sísmico de terremotos medios a graves cada 20 años.
- Sismo de 1861: aunque dicha actividad geológica catastrófica, ocurre desde épocas prehistóricas, el terremoto del 20 de marzo de 1861 (164 años) señaló un hito importante dentro de la historia de eventos sísmicos argentinos ya que fue el más fuerte registrado y documentado en el país. A partir del mismo la política de los sucesivos gobiernos mendocinos y municipales han ido extremando cuidados y restringiendo los códigos de construcción.[5] Y con el terremoto de San Juan de 1944 del 15 de enero de 1944 (81 años) los gobiernos tomaron estado de la enorme gravedad sísmica de la región.
- Sismo del sur de Mendoza de 1929: muy grave, y al no haber desarrollado ninguna medida preventiva, mató a 30 habitantes[5]
- Sismo de 1985: fue otro episodio grave,[6] de 9 s de duración, derrumbando el viejo Hospital del Carmen de Godoy Cruz.

## Religión
| Religión en General Lavalle (2022) | Religión en General Lavalle (2022) | Religión en General Lavalle (2022) | Religión en General Lavalle (2022) | Religión en General Lavalle (2022) |
| ---------------------------------- | ---------------------------------- | ---------------------------------- | ---------------------------------- | ---------------------------------- |
|                                    |                                    |                                    | %                                  |                                    |
| Católicos                          | Católicos                          |                                    | 82.5 %                             | 82.5 %                             |
| Protestantes                       | Protestantes                       |                                    | 12.5 %                             | 12.5 %                             |
| Sin religión                       | Sin religión                       |                                    | 4.9 %                              | 4.9 %                              |
| Otros                              | Otros                              |                                    | 0.1 %                              | 0.1 %                              |

El mayor grupo religioso del departamento lo conforman los católicos, que representan al 82% de la población.

## Gobierno

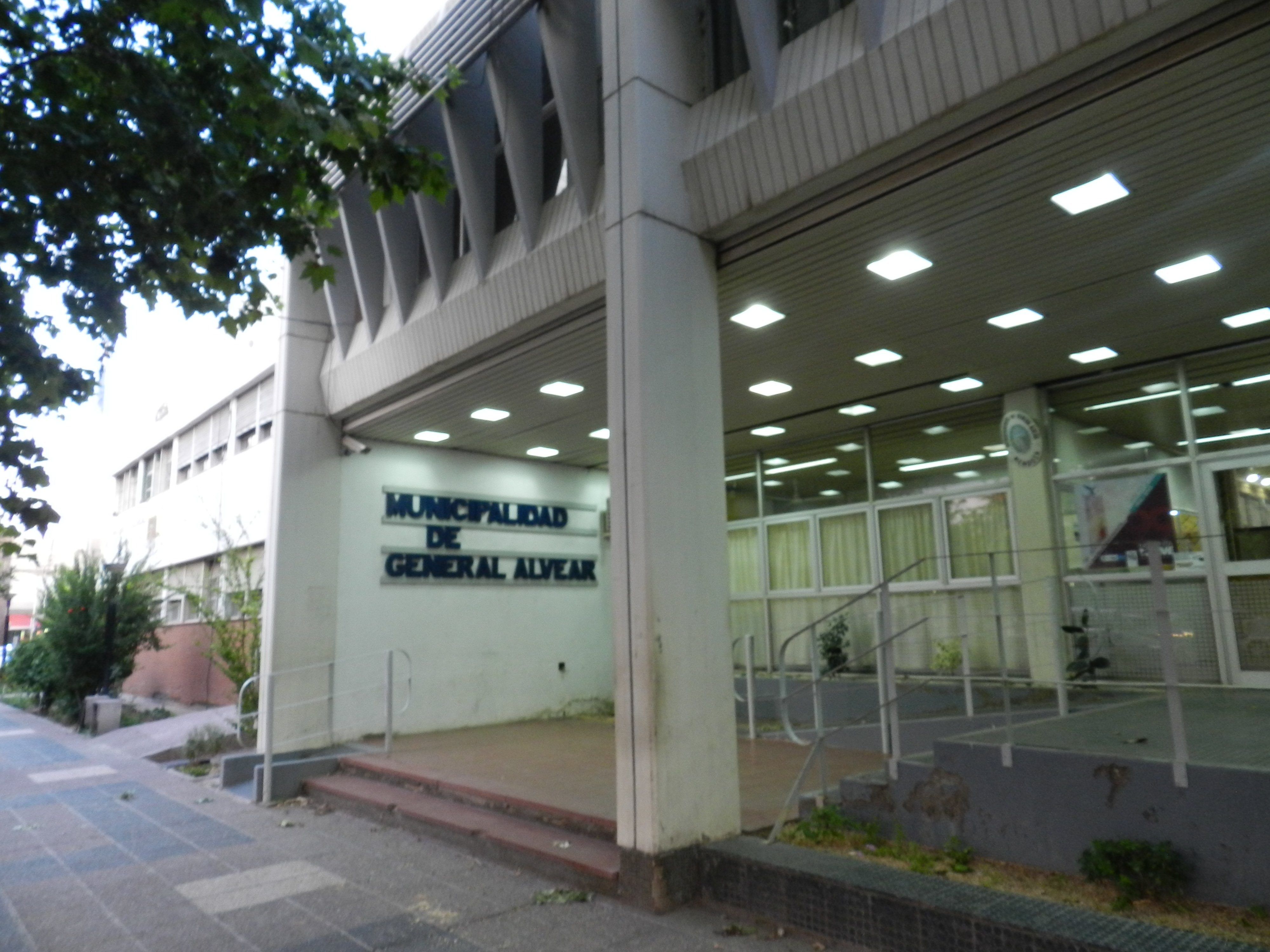
Municipalidad de General Alvear

### Intendentes desde 1983
| Intendente           | Periodo                                           | Partido |
| -------------------- | ------------------------------------------------- | ------- |
| Mario Héctor Valdés  | 10 de diciembre de 1983 - 10 de diciembre de 1987 | UCR     |
| Moisés Juri          | 10 de diciembre de 1987 - 10 de diciembre de 1991 | UCR     |
| Juan Carlos de Paolo | 10 de diciembre de 1991 - 10 de diciembre de 1995 | PJ      |
| Jorge Ruiz           | 10 de diciembre de 1995 - 10 de diciembre de 1999 | UCR     |
| Eduardo Amézqueta    | 10 de diciembre de 1999 - 10 de diciembre de 2003 | UCR     |
| Juan Carlos de Paolo | 10 de diciembre de 2003 - 10 de diciembre de 2007 | PJ      |
| Juan Carlos de Paolo | 10 de diciembre de 2007 - 10 de diciembre de 2011 | PJ      |
| Juan Carlos de Paolo | 10 de diciembre de 2011 - 10 de diciembre de 2015 | PJ      |
| Walther Marcolini    | 10 de diciembre de 2015 - 10 de diciembre de 2019 | UCR     |
| Walther Marcolini    | 10 de diciembre de 2019 - 10 de diciembre de 2023 | UCR     |
| Alejandro Molero     | 10 de diciembre de 2023 - presente                | UCR     |

## Localidades y parajes
- Bowen (5000 hab.)
- Canalejas
- Carmensa (2500 hab.)
- Cochicó
- Colonia Alvear Oeste
- Corral de Lorca
- El Ceibo
- El Desvío
- El Juncalito
- General Alvear (35000 hab.)
- La Escandinava
- La Mora
- Los Compartos (400 hab.)
- Poste de Hierro

.